# Thomas Anders
Thomas Anders, właśc. Bernd Weidung (ur. 1 marca 1963 w Münstermaifeld) – niemiecki piosenkarz, kompozytor i producent muzyczny. Znany przede wszystkim jako członek duetu Modern Talking (1984–1987 i 1998–2003), śpiewającego w języku angielskim.

## Życiorys

### Młodość
Urodził się i dorastał w ówczesnej gminie Mörz (obecnie część miasta Münstermaifeld) koło Koblencji. Już w szkole podstawowej wykazywał duże zainteresowanie muzyką, później pobierał lekcje gry na fortepianie. Uczęszczał do Kurfürst-Balduin-Gymnasium, a później uczył się muzyki w Koblenzer Eichendorff-Gymnasium w Koblencji.

### Początek kariery
Jego kariera zaczęła się w 1980 r., kiedy wygrał konkurs młodych talentów w Radiu Luxemburg i podpisał kontrakt z wytwórnią CBS. Wówczas wydał pierwszy singiel „Judy”. Przez pięć semestrów studiował muzykologię na Uniwersytecie Johannesa Gutenberga w Moguncji.
W 1983 r. kompozytor Dieter Bohlen, zafascynowany głosem Thomasa, zaproponował mu nagranie niemieckiej wersji utworu F.R. Davida, pt. „Pick Up The Phone” („Was macht das schon”). Nagrali również niemiecki cover piosenki „Send Me an Angel” („Heißkalter Engel”), australijskiej grupy Real Life.

### Modern Talking

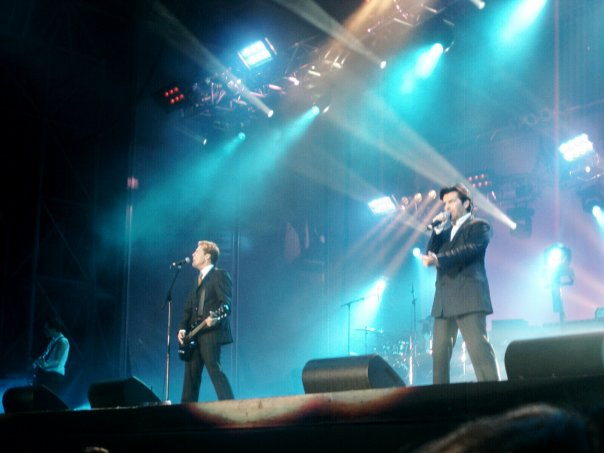
Modern Talking na pożegnalnym koncercie w Berlinie, 21 czerwca 2003

W 1984 r. Dieter Bohlen i Thomas Anders założyli duet Modern Talking, z którym bardzo szybko odnieśli międzynarodowy sukces. Głównym powodem pierwszych konfliktów i nieporozumień między Bohlenem a Andersem była ówczesna żona Thomasa Andersa, Nora-Isabelle Balling. Para pobrała się 27 lipca 1985, Nora-Isabelle Balling chciała być menadżerem Andersa, buntowała go przeciw Bohlenowi, naciskając by mąż się usamodzielnił i rozpoczął karierę solową. Rozpad zespołu nie był jednak jeszcze wtedy możliwy, gdyż kontrakt z wytwórnią zakładał wydanie sześciu albumów. Pozostałe dwie płyty były pisane w dużym pośpiechu. W 1987 r. zespół zawiesił działalność.
W 1998 r. nastąpiła reaktywacja Modern Talking i wydanie albumu Back For Good. W 1999 Thomas rozwiódł się z Norą, a rok później 15 lipca 2000 wziął ślub z Claudią Hess, z którą ma syna Alexandra Micka (ur. 27 czerwca 2002). 21 czerwca 2003 roku w Berlinie Modern Talking zagrali pożegnalny koncert i zespół przestał istnieć.

### Kariera solowa

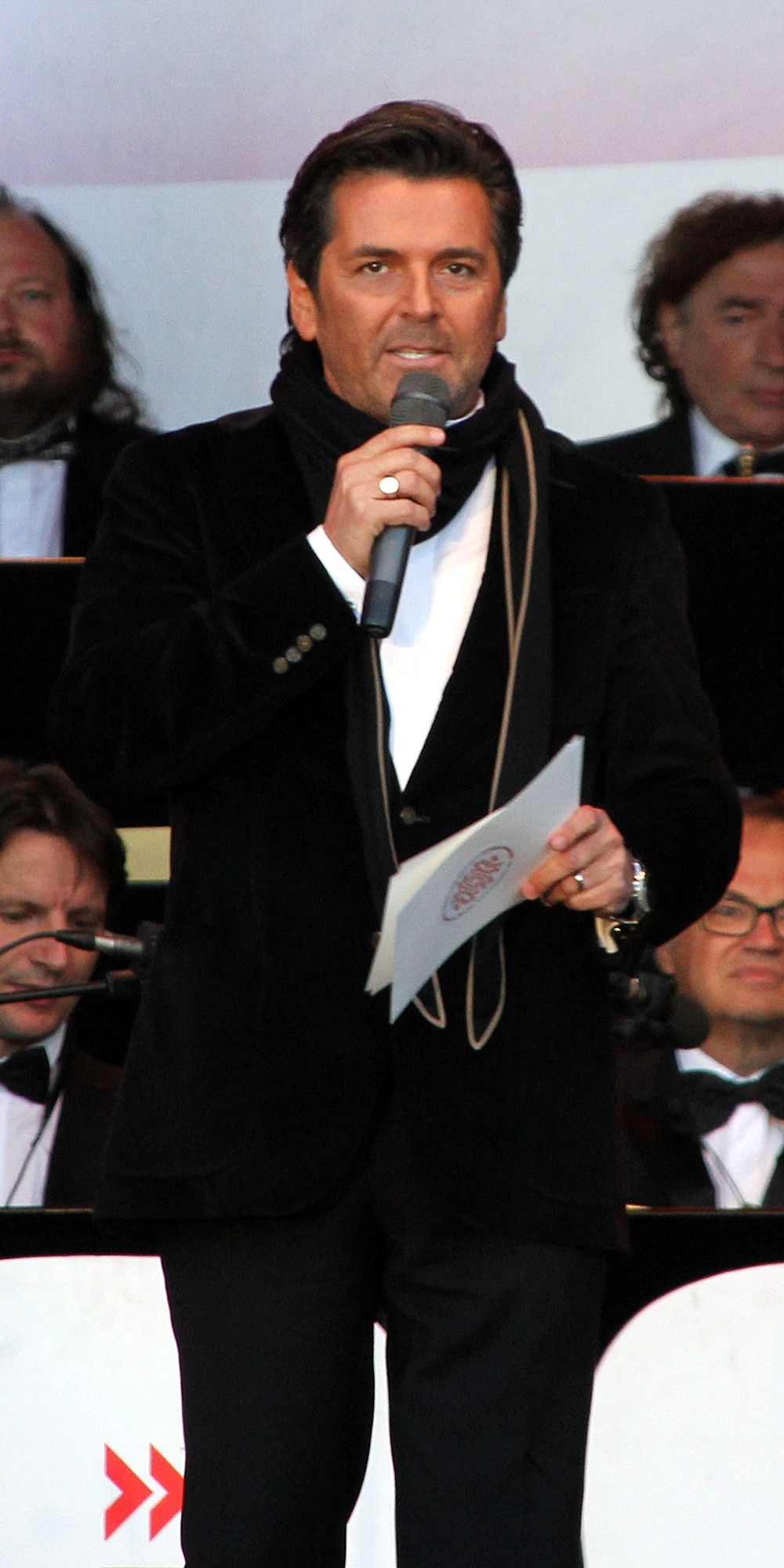
Thomas Anders podczas koncertu w Koblencji, 2011

Zdjęcie z projektu Thomas Anders ...sings Modern Talking

W 1989 roku Thomas Anders wydał swoją pierwszą solową płytę Different, wyprodukowaną przez Gusa Dudgeona, znanego ze współpracy z Eltonem Johnem. W kolejnych latach, od 1991 do 1995, Anders wydał sześć albumów solowych: Whispers (1991), Down On Sunset (1992), When Will I See You Again (1993), Barcos de Cristal (1994) oraz Souled (1995). W 2004 roku ukazał się album This Time, a w 2006 jazzowo-swingowy Songs Forever. W lutym 2010 wydał album Strong, który uzyskał status platynowej płyty w Rosji. 10 czerwca 2011 premierę miał album Two, nagrany w duecie z niemieckim producentem Uwe Fahrenkrogiem. Pierwszym singlem z albumu był utwór „Gigolo”. 16 listopada 2012 ukazał się pierwszy świąteczny album artysty, Christmas for You. W maju 2016 wydany został album History, zawierający nowe aranżacje utworów Modern Talking oraz dwa nowe nagrania. W kwietniu 2017 Anders wydał swój pierwszy album w języku niemieckim – Pures Leben.
W październiku 2018 ukazał się album Ewig mit dir, promowany m.in. singlami „Das Leben ist jetzt” i „Sie sagte doch sie liebt mich” (duet z Florianem Silbereisenem). W maju 2019 Anders odbył swoją pierwszą solową trasę koncertową po Niemczech zatytułowaną Ewig mit Euch. W grudniu 2019 ogłoszono powstanie wspólnego albumu Thomasa Andersa i Floriana Silbereisena – Das Album, którego premiera miała miejsce 5 czerwca 2020. Wcześniej ukazały się single, w tym „Versuch’s nochmal mit mir”.
25 grudnia 2020 opublikowano singiel „Cosmic Rider”, będący zapowiedzią albumu Cosmic, wydanego 26 marca 2021. Album Nochmal!, będący drugim wspólnym projektem Andersa i Silbereisena, został pierwotnie zapowiedziany na 20 października 2023 roku, a jego premiera została przesunięta na 18 października 2024. Album promowały single: „Wir tun es nochmal”, „Alles wird gut”, „Neonfarbenwelt”, „Alles funkelt! Alles glitzert!” i „Licht ins Dunkel”. W styczniu 2025, z okazji czterdziestolecia Modern Talking, Anders ogłosił projekt Thomas Anders ...sings Modern Talking, obejmujący nowe wersje sześciu pierwszych albumów zespołu. Pierwszy z nich został wydany 7 marca 2025, a ostatni planowany jest na 14 listopada 2025. 
Wystąpił również w kilku produkcjach filmowych, m.in. w filmie Stockholm Marathon (1994) jako Ypsilon, krótkometrażowym Phantomschmerz (1997) jako kierowca oraz filmie telewizyjnym Mühle – Dame – Mord (2001) jako Dietmar.

## Dyskografia

### Albumy
| Tytuł                                            | Rok  |
| ------------------------------------------------ | ---- |
| Different                                        | 1989 |
| Whispers                                         | 1991 |
| Down on Sunset                                   | 1992 |
| When Will I See You Again                        | 1993 |
| Barcos de Cristal                                | 1994 |
| Souled                                           | 1995 |
| Live Concert                                     | 1997 |
| This Time                                        | 2004 |
| Songs Forever                                    | 2006 |
| Strong                                           | 2010 |
| Two (oraz Uwe Fahrenkrog)                        | 2011 |
| Christmas for You                                | 2012 |
| History                                          | 2016 |
| Pures Leben                                      | 2017 |
| Ewig mit dir                                     | 2018 |
| Das Album (oraz Florian Silbereisen)             | 2020 |
| Cosmic                                           | 2021 |
| Nochmal! (oraz Florian Silbereisen)              | 2024 |
| … Sings Modern Talking: The 1st Album            | 2025 |
| … Sings Modern Talking: Let’s Talk About Love    | 2025 |
| … Sings Modern Talking: Ready For Romance        | 2025 |
| … Sings Modern Talking: In The Middle Of Nowhere | 2025 |
| … Sings Modern Talking: Romantic Warriors        | 2025 |
| … Sings Modern Talking: In The Garden Of Venus   | 2025 |